# Miss Marmelstein
Miss Marmelstein è un brano musicale scritto e composto da Harold Rome per il musical I Can Get It for You Wholesale e pubblicato come singolo discografico nel 1962 dalla cantante statunitense Barbra Streisand.

## Tracce
- Side A

1. Miss Marmelstein (Barbra Streisand)

- Side B

1. Who Knows? (Marilyn Cooper)